# Matsés
Matsés (Mayoruna, Mayuruna), značajno pleme iz sjeverne skupine Panoan Indijnaca, naseljeno uz rijeku Rio Javari, u Peruu i Brazilu. Pleme je najpoznatije pod imenom Mayoruna, koje dolazi iz Quechua naziva mayo, rijeka, i runa, ljudi, odnosno  'riječni narod' .  Po kulturi (neki običaji) slični su Matís Indijancima, uključujući upotrebu otrova žabe Phyllomedusa bicolor i puhaljki (serbatana). 
U kontaktu s Europljanima već su u 17. i 18. stoljeću kada se nalaze na misijama San Joaquin i Nuestra Señora del Carmen. Nekoliko napada portugalskih lovaca na robove između 1680. i 1710. kao i stanje na misijama gdje podižu pobune 1695. i 1767. rezultirat će njihovim povlačenjem dublje u svoju šumu, smatrajući sve pridošlice neprijateljima. Ovdje ih danas ima preko 3,000. 
Mayorune su patrilinearni i patrilokalni a sistem srodstva je tipa Kariera. Od ekonomskih aktivnosti najvažnija je agrikultura (posijeci-i-spali), a uz kukuruz, grah i manioku, uzgaja se i banana, papaja, ananas, slatki krumpir i drugo. Lov i ribolov također zauzimaju značajno mjesto u privređivanju.

## Vanjske poveznice
- Dan James Pantone
- Amazon tribe creates 500-page traditional medicine encyclopedia